# Umbral (revista)
Umbral fue una revista editada entre 1937 y 1939 en España, vinculada al anarquismo.

## Historia
Se trató de una publicación de carácter semanal, editada entre 1937 y 1939, durante la guerra civil española, primero en Valencia y, más tarde, en Barcelona, en la zona bajo control republicano. Vinculada a la CNT, en ella colaboraron la fotógrafa húngara Kati Horna, la anarquista Lucía Sánchez Saornil, Pepe García, Francisco Carrasco de la Rubia, el dibujante Helios Gómez y la escritora Silvia Mistral, entre otros. En sus páginas apareció publicada, por entregas, No pasarán, del novelista estadounidense Upton Sinclair.